# Sistema di trasmissione (organo)
Il sistema di trasmissione nell'organo consiste in un insieme di meccanismi, siano essi, meccanici, pneumatici, elettrici, elettronici o dati da combinazioni fra queste varie possibilità, i quali permettono l'apertura dei "ventilabri", ossia le valvole poste all'interno del somiere, le quali fanno sì che possa avvenire il passaggio dell'aria alle canne quando viene premuto un tasto.
Il sistema di trasmissione permette inoltre la scelta del registro (famiglia di canne) e l'attivazione di vari accessori quali le unioni tra i vari manuali, tra i manuali e la pedaliera oppure l'attivazione di effetti particolari come il tremolo o l'attivazione di registri particolari a percussione (campane, campanelli, piatti, grancassa ecc.).
Per l'alimentazione dell'organo è necessaria una riserva d'aria (generalmente un mantice) che un tempo veniva alimentata manualmente tramite delle pompe, mentre oggi si utilizza un elettroventilatore.

## Trasmissione meccanica

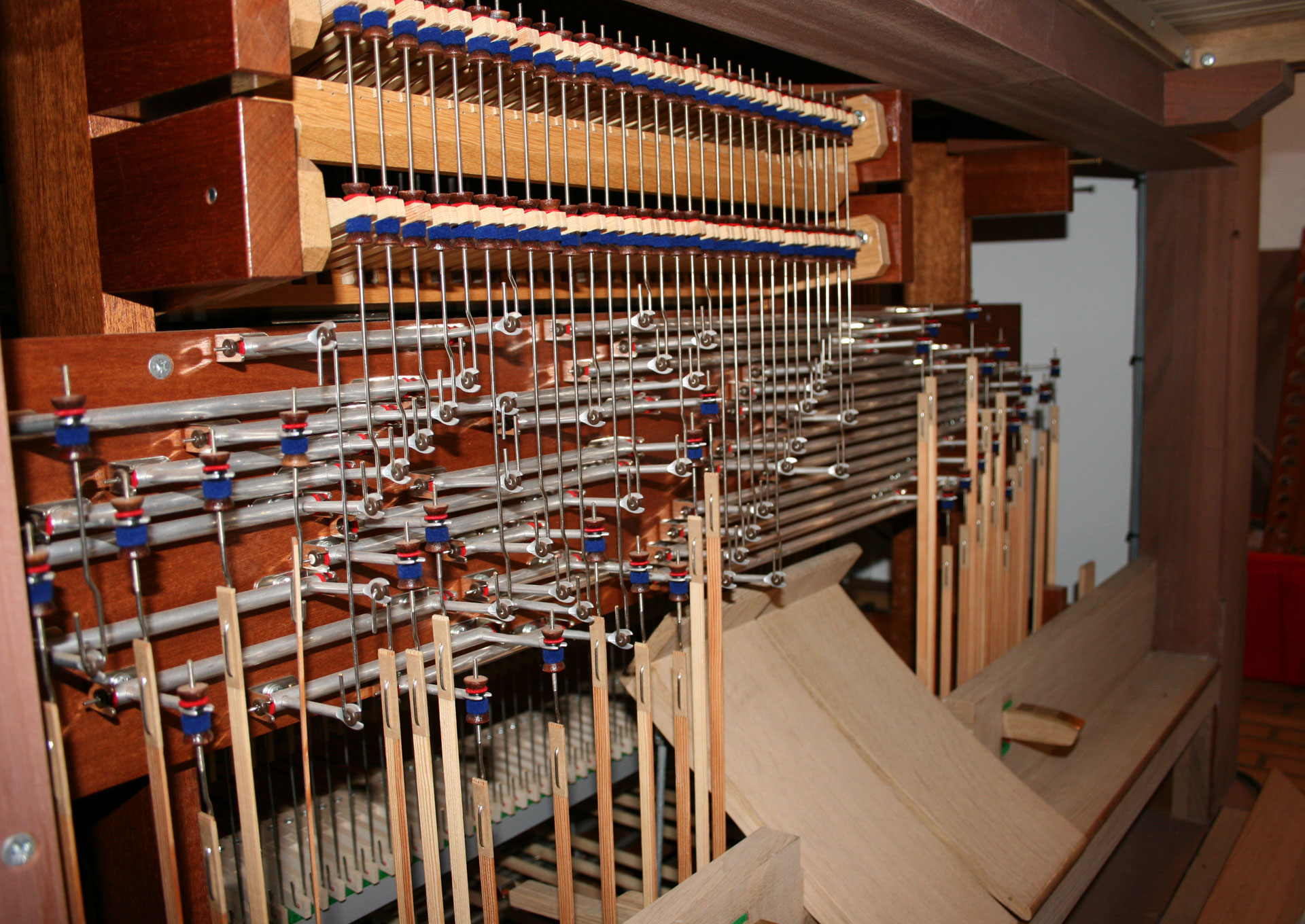
Trasmissione meccanica

Negli organi a trasmissione meccanica vi è un sistema di leve, tiranti e talvolta bilancieri per trasmettere il movimento dal tasto al ventilabro.
All'atto pratico questo significa che la consolle deve essere posizionata vicino alle canne, come si vede spesso negli organi posti in alto, sopra il portale d'ingresso principale (cantoria) oppure su un lato della navata.
L'insieme di leve, tiranti e bilancieri che costituiscono la trasmissione in un organo meccanico viene detta "catenacciatura". La trasmissione meccanica, rispetto a tutte le altre, consente la miglior coscienza esecutiva in quanto l'organista resta a contatto diretto ed immediato con il proprio strumento e, mediante un sapiente controllo della pressione sul tasto, può incidere sulla resa sonora delle canne.
Talvolta, sugli organi di grandi dimensioni, viene impiegata la leva Barker, un dispositivo che riduce notevolmente lo sforzo fisico dell'organista, quando deve suonare con molti registri e unioni azionati contemporaneamente. 
Con questo sistema, premendo un tasto si apre un solo ventilabro, che permette di riempire un manticetto ad alta pressione, collegato alle catenacciature. In questo modo, lo sforzo è esercitato dall'aria e non dall'organista.

## Trasmissione pneumatico-tubolare

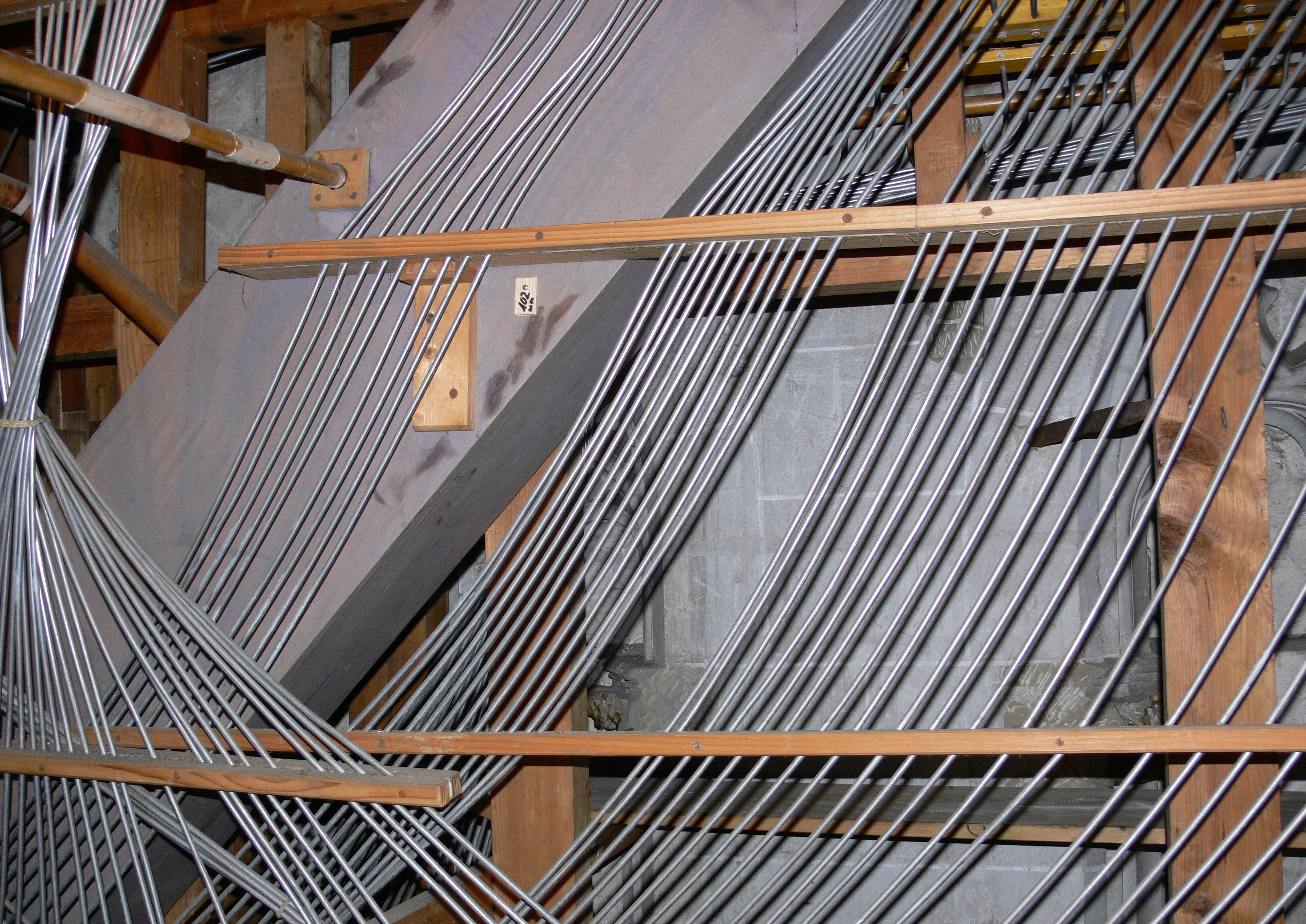
Trasmissione pneumatico-tubolare

Negli organi a trasmissione pneumatica, questa avviene mediante un tubicino pieno d'aria che viene attivato alla pressione del tasto. L'aria viene convogliata ad un manticetto che aziona la valvola in corrispondenza della canna. In questo modo è possibile separare la consolle dalle canne; però le perdite, di cui inevitabilmente il sistema soffre, soprattutto a distanza di tempo dalla costruzione, fanno sì che la trasmissione del movimento non sia immediata e l'organista, soprattutto nei brani veloci, possa confondersi perché ascolta quello che sta suonando con un sensibile ritardo.
Sono tuttora esistenti anche strumenti nei quali la pressione del tasto non provoca un aumento della pressione nel manticetto, bensì una sua riduzione. In questi strumenti la parte esterna dei manticetti si trova sotto pressione all'interno del somiere, una loro depressione interna permette quindi l'apertura del ventilabro collegato. Tale soluzione permette di incrementarne la velocità di apertura e di chiusura dei ventilabri, rispetto al metodo a pressione descritto qui sopra, assicurando più prontezza all'esecuzione dell'organista.

## Trasmissione elettrica

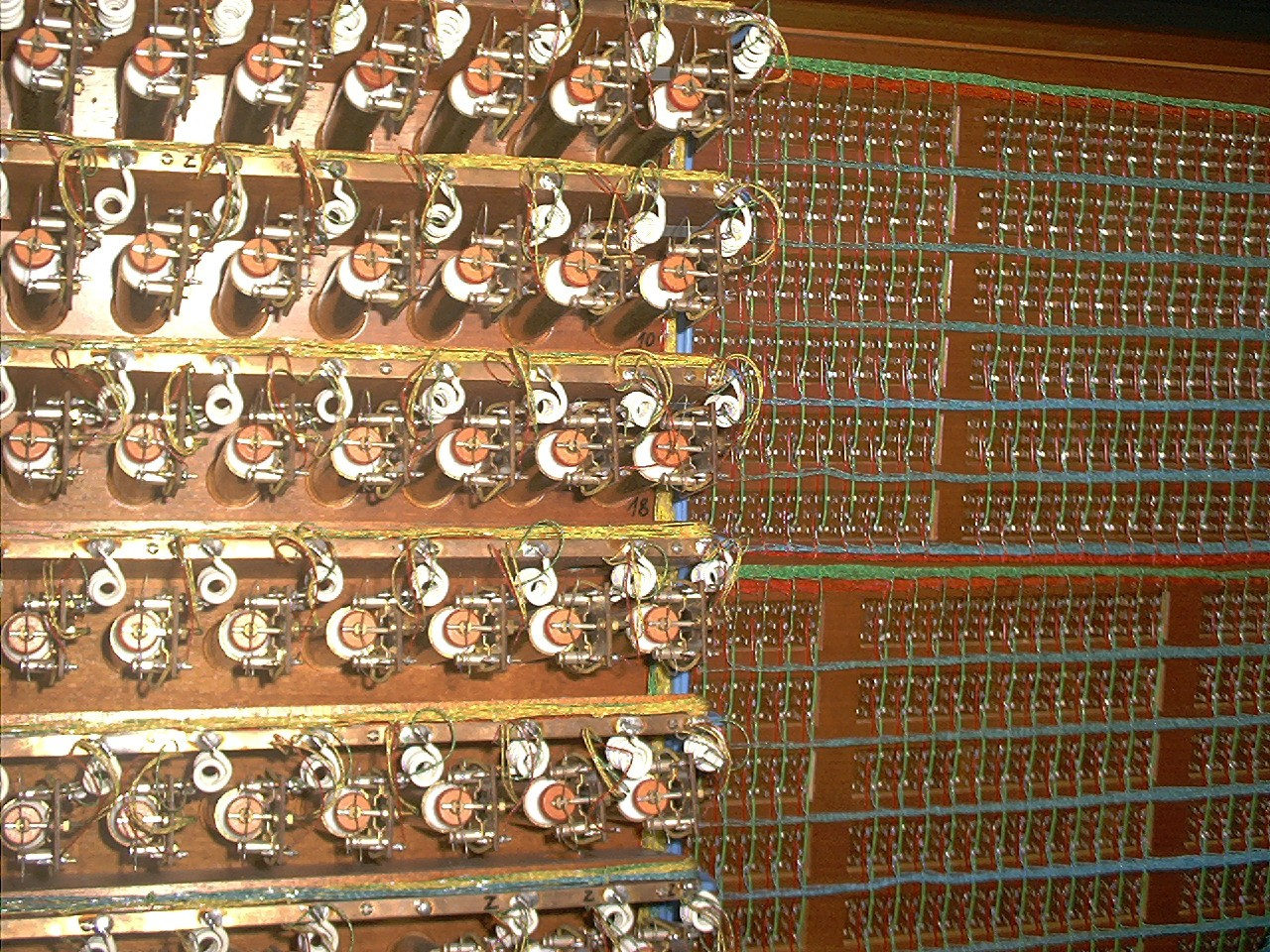
Trasmissione elettrica

A fine '800 si è infine passati alla trasmissione prima elettrica e poi, nell'ultimo quarto del XX secolo, a quella elettronica, dove la trasmissione del moto fra tasto e ventilabro viene fatta per mezzo di relè elettromagnetici o addirittura di chip. La soluzione permette di accoppiare a piacimento i registri alle varie tastiere e le tastiere fra loro, anche a distanza di ottava, senza appesantimenti del tocco. La consolle può essere collocata a molti metri di distanza dall'organo ed è possibile persino memorizzare l'esecuzione e riprodurla.
La pressione del tasto provoca la chiusura di un contatto elettrico. Questo sistema però produce una cesura fra l'esecutore e l'organo. L'organista non è più in diretto contatto con lo strumento e non può incidere sull'apertura del ventilabro. Il passaggio di corrente, infatti, eccita una bobina che tramite attrazione magnetica apre il ventilabro. Ogni tasto quindi è collegato al proprio magnete tramite un cavo elettrico. Questo provoca un grande aumento del volume del conduttori console-organo. Uno per ogni tasto per ogni tastiera e pedaliera.
Il numero di cavi elettrici aumenta notevolmente nel caso l'organo presenti registri in derivazione o estesi dove (ad esempio) da una fila di canne di principale vengono derivati i registri (ottava, decimaquinta). In questo caso ogni canna deve essere indipendente e quindi viene utilizzato un conduttore per ogni magnete posto sotto ad ogni canna. Il problema del volume di cavi elettrici viene risolto dalla trasmissione elettronica. Per questo la trasmissione meccanica viene largamente preferita.

### Trasmissione elettronica
Il funzionamento della trasmissione elettronica è identico a quello elettrica sopra descritto tranne che nella trasmissione organo/console. Qui, infatti, vengono eliminati i cablaggi ingombranti della trasmissione elettrica e sostituiti da un piccolo cavetto con 4 conduttori (a volte anche via onde radio) che invia dati elettronici relativi a tasti, registri, accessori tramite una comunicazione seriale tra un centralino posto nella console che codifica gli ingressi e uno nel corpo organo che decodifica le uscite e le manda ai magneti. Nella comunicazione elettronica sono stati introdotti anche numerosi accessori tra i quali memorizzatori su floppy disk di registri, combinazioni; funzionalità MIDI; esecuzioni automatiche di brani; ecc.

#### Trasmissione elettronica proporzionale
Questo è l'ultimo tipo di trasmissione console/organo inventata. La trasmissione di registri, espressioni è identica a quella del tipo elettronico standard mentre la trasmissione dei tasti è particolare e permette un'apertura parziale del ventilabro a seconda della pressione del tasto (a tutt'oggi vengono codificate 128 posizioni differenti). Si cerca in questo modo di imitare quanto meno la precisione del tocco di un organo meccanico, anche se non la sensibilità.